# Krasnozorenskij rajon
Il Krasnozorenskij rajon (in russo Краснозоренский район?) è un rajon dell'Oblast' di Orël, nella Russia europea; il capoluogo è Krasnaja Zarja.